# Víctor Campuzano Bonilla
Víctor Campuzano Bonilla (Barcelona, 31 de maig de 1997) és un futbolista professional català que juga com a davanter al Real Sporting de Xixón des del gener de 2021.